# Irene Fenwick
Irene Frizell (5 de septiembre de 1887-24 de diciembre de 1936) fue una actriz que trabajó en teatro y cine. Fenwick es conocida por ser esposa del actor Lionel Barrymore con quien estuvo casada desde 1923 hasta su muerte en 1936. Varias de sus películas fueron producidas por la compañía Kleine-Edison Feature Film Serviceas, también hay varios cortometrajes de Fenwick que sobreviven actualmente en la Biblioteca del Congreso.
Unos años antes de que Fenwick se casará con Lionel, mantuvo una relación con el hermano de Lionel, John.

## Vida
Frizell nació en Chicago en 1887, y empezó a trabajar en un teatro local. Obtuvo algunos papeles de coro en Londres, incluyendo un papel musical por el que recibió elogios por su "interpretación casi natural". En Nueva York, Fenwick tuvo la oportunidad de conocer al productor Charles Frohman, quién le dio su apellido artístico "Fenwick" y su primer papel de ingenua en The Brass Bottle (1910). Una pelirroja vivaz, experta tanto en drama como en comedia, tenía una presencia escénica poderosa que desmentía su pequeña estatura de 1,48 m. Fenwick actuó con Douglas Fairbanks en Hawthorne of the U.S.A en 1912 y al año siguiente trabajó en The Family Cupboard, donde fue promocionada como una actriz "con tacto e inteligencia de veterana".
Mientras Fenwick trabajaba en Broadway, empezó a trabajar en películas mudas con el productor George Kleine. A menudo, en la pantalla interpretaba papeles de mujeres agraviadas y fatales, entre sus películas se encuentran The Sentimental Lady (1915), The Woman Next Door (1915), A Coney Island Princess (1916), con su interpretación como la princesa Zim-Zim destacada como la "fuerza principal" de la película, y The Sin Woman (1917). Sin embargo, Fenwick se sentía restringida por estos papeles cinematográficos, por lo que regresó al teatro. En las exitosas obras teatrales The Claw (1921) y Laugh, Clown, Laugh (1923) trabajó con Lionel Barrymore, con quién se casó el 14 de junio de 1923, después de un breve compromiso. Era el segundo matrimonio de Barrymore, y el tercero de Fenwick. Se retiró del mundo de la actuación en 1926 después de que su esposo comenzara su carrera en Hollywood.

## Muerte
Fenwick murió la víspera de Navidad de 1936 a los 49 años debido a complicaciones con la anorexia nerviosa, llamada por entonces "dieta excesiva". Barrymore tenía que interpretar a Ebenezer Scrooge en su famosa emisión radiofónica anual de A Christmas Carol, por lo que tuvo que ser reemplazado por su hermano John. Barrymore no se volvió a casar.

## Filmografía
| Año  | Película                   | Coestrella |
| ---- | -------------------------- | ---------- |
| 1915 | The Commuters              |            |
| 1915 | The Spendthrift            |            |
| 1915 | The Woman Next Door        |            |
| 1915 | The Green Cloak            |            |
| 1915 | The Sentimental Lady       |            |
| 1916 | The Child of Destiny       |            |
| 1916 | A Coney Island Princess    | Owen Moore |
| 1917 | A Girl Like That           |            |
| 1917 | The Sin Woman              |            |
| 1917 | National Red Cross Pageant |            |